# Made in Heaven
Made in Heaven ist das 14. und zugleich letzte unter dem alleinigen Namen Queen veröffentlichte Studioalbum der britischen Rockgruppe Queen. Es erschien im November 1995, vier Jahre nach dem Tod des Frontmanns Freddie Mercury. 

## Entstehung und Veröffentlichung
Noch bevor das Album Innuendo im Februar 1991 erschienen war, hatte Queen in ihrem Studio in Montreux erneut begonnen, neue Songs aufzunehmen; im Laufe des Jahres folgten weitere Aufnahme-Sessions. Freddie Mercury, dessen Gesundheitszustand durch seine AIDS-Erkrankung bereits schwer angegriffen war, arbeitete in kleinen Schritten bis kurz vor seinem Tod am 24. November 1991 an den neuen Stücken.
Im April des folgenden Jahres fand das von den verbliebenen Queen-Mitgliedern organisierte Freddie Mercury Tribute Concert statt. Die letzten gemeinsamen Aufnahmen mit Mercury blieben jedoch mehr als zwei Jahre lang unangetastet, ehe Roger Taylor und John Deacon begannen, die Arbeiten am Queen-Album fortzusetzen, während Brian May noch mit Solo-Projekten beschäftigt war und sich erst später an den Aufnahmen beteiligte.
Das Album Made in Heaven erschien am 6. November 1995 und enthält insbesondere Mercurys letzte gesungene Stücke. You Don’t Fool Me ist ein Disco-beeinflusster Popsong, A Winter’s Tale beschreibt eine winterliche Idylle, und Mother Love nimmt explizit Bezug auf Mercurys Befindlichkeit angesichts des nahen Abschieds: „I’m a man of the world and they say that I’m strong / But my heart is heavy and my hope is gone.“ „I long for peace before I die.“ Da Mercury Mother Love nicht mehr fertigstellen konnte, sang Brian May die letzte Strophe.
Die weiteren älteren Stücke waren größtenteils nach Mercurys Tod von den drei übrigen Queen-Mitgliedern neu eingespielt worden; Mercurys Gesangsaufnahmen stammen aus den achtziger Jahren. Es waren überwiegend bis dahin unveröffentlichte Queen-Aufnahmen (wie beispielsweise Too Much Love Will Kill You); einzig My Life Has Been Saved war in einer etwas sparsamer arrangierten Form bereits auf einer Queen-Single erschienen. Dazu kamen einige Stücke, die Mercury für Solo-Projekte eingesungen hatte: der Titelsong, I Was Born to Love You und die erste Single-Auskoppelung Heaven for Everyone.
Mehr als auf anderen Queen-Alben dominieren auf Made in Heaven ruhige Titel. Den Abschluss des Albums bildet ein über 22 Minuten langes instrumentales – für Queen untypisches – Ambient-Stück, das im Booklet nicht aufgelistet ist. Wie seit dem Album The Miracle üblich, lautet die Autorenangabe bei den hier erstmals veröffentlichten Stücken jeweils ‚Queen‘, nur bei Mother Love sind mit Brian May und Co-Autor Mercury einzelne Bandmitglieder angegeben. Die drei verbliebenen Queen-Musiker widmeten das Album ihrem verstorbenen Sänger: Dedicated to the immortal spirit of Freddie Mercury.

## Aufnahmezeitpunkte des Leadgesangs
Roger Taylor, John Deacon und Brian May stellten von circa 1993 bis 1995 die in den letzten Monaten vor Mercurys Tod entstandenen Stücke fertig. Vor allem aber nahmen sie die weiteren, teilweise in anderen Fassungen bereits veröffentlichten Stücke neu auf. Mercurys Leadgesang stammt aus den folgenden Jahren:
- 1991: Mother Love
- 1991: A Winter’s Tale
- 1991: You Don’t Fool Me

- 1988/89: My Life Has Been Saved (The Miracle-Sessions; Single Scandal, 1989)
- 1988/89: Too Much Love Will Kill You (The Miracle-Sessions; Demo)

- 1987: Heaven for Everyone (Album Shove It von The Cross, einem Solo-Projekt von Roger Taylor, 1988)

- 1984: Made in Heaven
- 1984: I Was Born to Love You (beide aus Freddie Mercurys Album Mr. Bad Guy, 1985)

- 1983: Let Me Live (Demo aus den Sessions für das Album The Works)

- 1980: It’s a Beautiful Day (Reprise) (Demo aus den Sessions für das Album The Game)

## Artwork

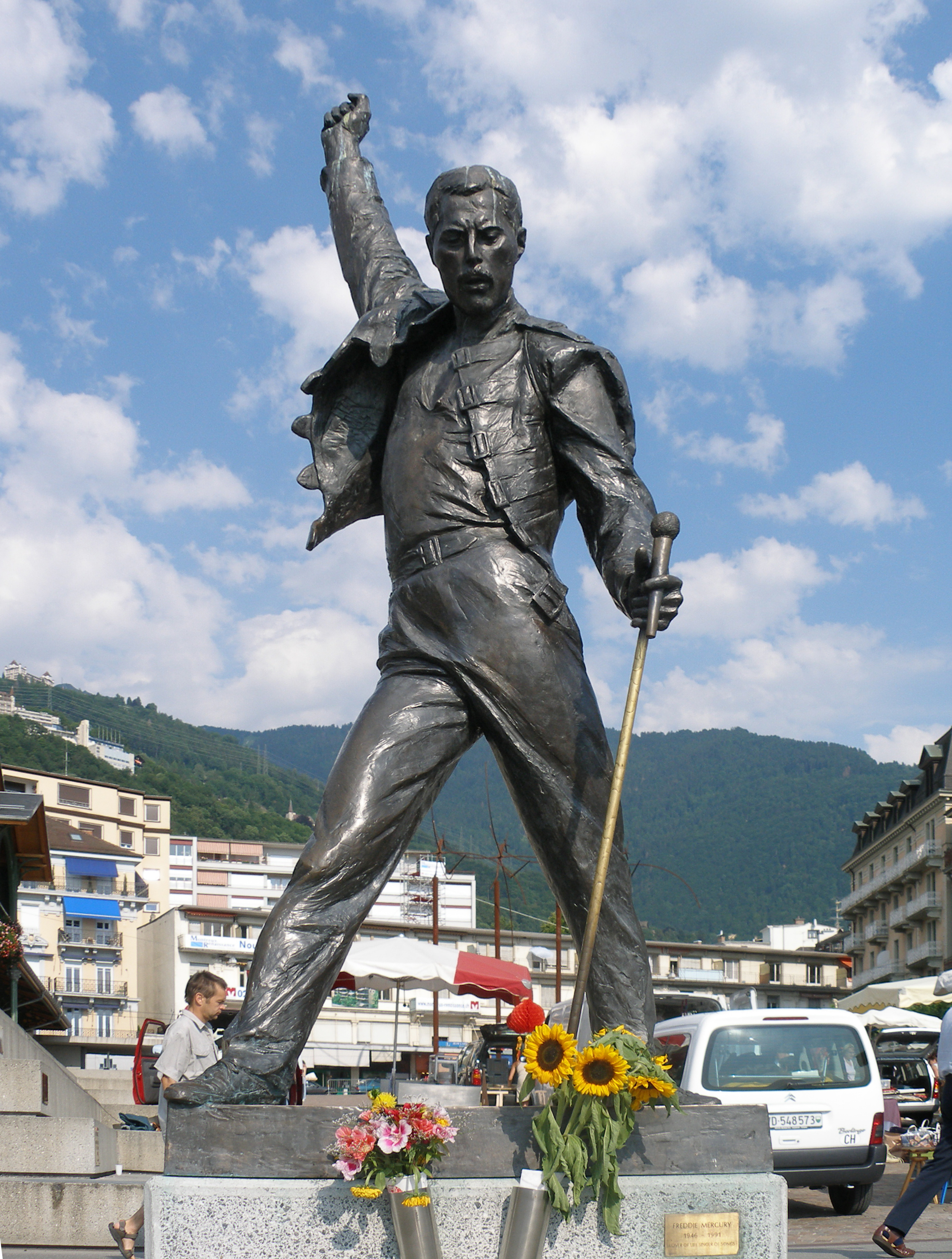
Mercurys Standbild am Genfersee. Eine ähnliche Ansicht zeigt das Cover von Made in Heaven.

Das Albumcover zeigt ein an einem Wintertag nach Sonnenuntergang aufgenommenes Bild, in dem der Blick von Montreux aus auf den Genfersee und die teilweise dahinter liegenden verschneiten Berge der Savoyer Alpen gerichtet ist. Im Vordergrund steht eine von Irena Sedlecká geschaffene Skulptur, die Freddie Mercury in einer typischen, mittlerweile vielfach kopierten Pose während eines Live-Auftritts zeigt und deren größere Version seit 1996 in Montreux an der Uferpromenade steht. Eine während des Sonnenaufgangs fotografierte Variante des Bildes ist auf dem CD-Aufdruck sowie am Cover der LP-Ausgabe abgebildet. Das Konzept zur Covergestaltung stammt von Queen und Richard Gray, der auch für die grafische Umsetzung und Fotografie verantwortlich ist.

## Titelliste
1. It’s a Beautiful Day (Queen) – 2:32
2. Made in Heaven (Mercury) – 5:25
3. Let Me Live (Queen) – 4:45
4. Mother Love (May, Mercury) – 4:49
5. My Life Has Been Saved (Queen) – 3:15
6. I Was Born to Love You (Mercury) – 4:49
7. Heaven for Everyone (Taylor) – 5:36
8. Too Much Love Will Kill You (May, Frank Musker, Elizabeth Lamers) – 4:20
9. You Don’t Fool Me (Queen) – 5:24
10. A Winter’s Tale (Queen) – 3:49
11. It’s a Beautiful Day (Reprise) (Queen) – 3:01
12. Yeah (Hidden Track) – 0:04
13. [Untitled Hidden Track] – 22:32

Das sogenannte „Yeah“ ist de facto der A-cappella-Schluss von It’s a Beautiful Day (Reprise), bildet auf CD allerdings einen eigenen Titel. Auch das im Allgemeinen als „Track 13“ bezeichnete letzte instrumentale Stück, das musikalisch an den vorangegangenen Titel anknüpft, ist im Booklet des Albums nicht angeführt. Auf LP und Kassette ist „Track 13“ nicht enthalten.
Den Leadgesang in Let Me Live teilen sich Mercury, May und Taylor; zusätzliche Backingvocals kommen von Rebecca Leigh-White, Gary Martin, Catherine Porter und Miriam Stockley. Der Hauptgesang in Mother Love stammt von Mercury und May.
Arrangiert und produziert wurden alle Stücke von Queen; koproduziert und aufgenommen wurde das Album von David Richards, Justin Shirley-Smith und Joshua J. Macrae. Verantwortlich für den Mix war David Richards. Zusätzliches Material (insbesondere Mercurys Gesang) war teilweise von Mack in den achtziger Jahren aufgenommen worden.

## Details zu einzelnen Stücken

### Made in Heaven
Made in Heaven war ursprünglich für Mercurys Soloalbum Mr. Bad Guy aufgenommen worden. Nach seinem Tod nahm die Band den Song neu auf und setzte Mercurys ursprünglichen Gesang über die neuaufgenommene Musik.

### It’s a Beautiful Day / Reprise
Der vermeintlich letzte Titel des Albums, It’s a Beautiful Day (Reprise), enthält u. a. Samples aus Seven Seas of Rhye, dem Schlusslied des zweiten, 1974 erschienenen Queen-Albums. Die ursprüngliche Version dieses Lieds war 1980 im Rahmen der Aufnahmen für das Album The Game eingespielt worden.

### Let Me Live
Dies ist der einzige Queen-Song, bei dem sich alle drei Sänger der Band – Mercury, Taylor und May – den Leadgesang teilen. Another Piece of My Heart, die Demo-Version dieses Stücks, von der Mercurys auf dem Album verwendeter Gesang stammt, war 1983 in Los Angeles von Queen gemeinsam mit Rod Stewart aufgenommen worden.

### Heaven for Everyone
Um 1986 hatte Queen bereits ein Demo von Heaven for Everyone für den Highlander-Soundtrack (beziehungsweise A Kind of Magic) aufgenommen.

### Too Much Love Will Kill You
Eine erste Queen-Version dieses Stücks (mit dem auf Made in Heaven zu hörenden Gesang von Freddie Mercury) war 1988/89 im Rahmen der Aufnahme-Sessions zum Album The Miracle entstanden; der Titel war damals allerdings nicht fertiggestellt beziehungsweise veröffentlicht worden. Die auf Made in Heaven enthaltene, von den verbliebenen Band-Mitgliedern neu eingespielte Queen-Fassung erhielt 1997 den britischen Ivor Novello Award in der Kategorie „Best Song Musically and Lyrically“.

## Made in Heaven – The Films
Bei der visuellen Umsetzung ihrer Stücke beschritt Queen neue Wege. In Zusammenarbeit mit dem British Film Institute (BFI) ermöglichten sie es jungen Regisseuren, Kurzfilme zu Stücken aus Made in Heaven zu drehen. Veröffentlicht wurden diese erst im VHS- (1996) und später im DVD-Format (2003) unter dem Titel Made in Heaven – The Films. Zusätzliche, herkömmliche Videoclips stammen von Rudi Dolezal und Hannes Rossacher für die Singles A Winter’s Tale und Too Much Love Will Kill You sowie von David Mallet für die erste Single-Auskoppelung Heaven for Everyone. Mallets Video enthält Ausschnitte aus drei Filmen von Georges Méliès: L’Éclipse du soleil en pleine lune (1907), Le voyage à travers l’impossible (1904) und Le voyage dans la lune (1902). Der von Mark Szaszy für das BFI-Projekt gedrehte Kurzfilm wurde der offizielle Videoclip zur Single You Don’t Fool Me.

## Rezeption
Entertainment Weekly (USA), 10. November 1995, von Jim Farber: „This last track, a 22-minute wash of celestial ahhs and twinkle, presents what could be rock’s first-ever depiction of the afterlife, with heaven presented as some flouncy Hollywood epic. It’s the perfect theatrical epitaph for a life dedicated to gorgeous artifice.“
New Musical Express (Großbritannien), 18. November 1995, von Stuart Bailie: „‚Made In Heaven‘ is vulgar, creepy, sickly and in dubious taste. Freddie would have loved it.“
Die Welt (Deutschland), 18. November 1995, von Andreas Odenwald: „[…] ist eher unbehaglich, wenn […] bei wuchtigen Kadenzen und melancholischen Verszeilen stets das Wissen um die weiland reale Tragödie abverlangt wird. […] Wenn schon über das Sterben gesungen werden muß – dann bitte nur von dem, der nicht den eigenen Tod vor Augen hat.“
Q (Großbritannien), Dezember 1995, von David Sinclair: „[…] Made In Heaven is probably a better album than Innuendo and a fitting swan song by one of the most incandescent groups in rock. Made In Heaven is also the last musical will and testament of a star who was never going to be turned into a saint, but whose grandstanding performances were, right to the very end, always marked by reckless enthusiasm and a rare generosity of spirit.“
Rolling Stone (USA), 28. Dezember 1995: „The heavy elegy in the air there is suffocating, making much of this posthumous project […] a strange, often discomfiting listening experience. Made in Heaven is composed almost entirely of ballads and midtempo melodrama loaded with double meanings […] and implicit drama. […] But as a memorial to the breadth and bang of what Mercury really delivered in his prime […] Made in Heaven falls short, too fraught with its own poignancy.“
Rock Hard (Deutschland), Januar 1996, von Frank Trojan: „Queen at their best […]. ‚Made In Heaven‘ ist zweifellos einer der absoluten Höhepunkte der Bandkarriere, da dieses Album die vielfältigen Stärken von Queen repräsentiert. […] ‚Made In Heaven‘ zieht alle Register zeitloser Popmusik.“
Vox (Großbritannien), Januar 1996, von Ian Fortnam: „This, without doubt, is Queen at their very best. […] Queen have surpassed all expectations with ‚Made In Heaven‘. This album will break your heart, shake your soul and, at the right volume, undermine the foundations of your house.“

## Kommerzieller Erfolg

### Chartplatzierungen
Made in Heaven avancierte unter anderem zum Nummer-eins-Album in Deutschland, Finnland, Neuseeland, den Niederlanden, Österreich, Schweden, der Schweiz und dem Vereinigten Königreich.
| ChartsChartplatzierungen       | Höchstplatzierung | Wochen |
| ------------------------------ | ----------------- | ------ |
| Deutschland (GfK)              | 1 (67 Wo.)        | 67     |
| Österreich (Ö3)                | 1 (21 Wo.)        | 21     |
| Schweiz (IFPI)                 | 1 (34 Wo.)        | 34     |
| Vereinigte Staaten (Billboard) | 58 (11 Wo.)       | 11     |
| Vereinigtes Königreich (OCC)   | 1 (39 Wo.)        | 39     |

| ChartsJahrescharts (1995)    | Platzierung |
| ---------------------------- | ----------- |
| Deutschland (GfK)            | 24          |
| Österreich (Ö3)              | 13          |
| Vereinigtes Königreich (OCC) | 5           |

| ChartsJahrescharts (1996)    | Platzierung |
| ---------------------------- | ----------- |
| Deutschland (GfK)            | 9           |
| Österreich (Ö3)              | 10          |
| Schweiz (IFPI)               | 18          |
| Vereinigtes Königreich (OCC) | 72          |

### Auszeichnungen für Musikverkäufe
Made in Heaven erhielt weltweit dreimal Gold und 49 Mal Platin für über 6,2 Millionen verkaufte Einheiten. Quellen zufolge soll es sich über 20 Millionen Mal verkauft haben, womit es nicht nur Queens meistverkaufte Veröffentlichung nach Greatest Hits (31 Millionen) ist, sondern auch zu den weltweit meistverkauften Musikalben zählt. In Deutschland verkaufte sich das Album laut Schallplattenauszeichnungen über 1,5 Millionen Mal; damit zählt es zu den meistverkauften Alben des Landes.
| Land/Region                  | Auszeichnungen für Musikverkäufe (Land/Region, Auszeichnung, Verkäufe) | Verkäufe    |
| ---------------------------- | ---------------------------------------------------------------------- | ----------- |
| Argentinien (CAPIF)          | 2× Platin                                                              | 120.000     |
| Australien (ARIA)            | Platin                                                                 | 70.000      |
| Belgien (BRMA)               | Platin                                                                 | (50.000)    |
| Dänemark (IFPI)              | Platin                                                                 | (50.000)    |
| Deutschland (BVMI)           | 3× Platin                                                              | (1.500.000) |
| Europa (IFPI)                | 5× Platin                                                              | 5.000.000   |
| Finnland (IFPI)              | Platin                                                                 | (50.668)    |
| Frankreich (SNEP)            | 2× Platin                                                              | (600.000)   |
| Hongkong (IFPI/HKRIA)        | Platin                                                                 | 20.000      |
| Italien (FIMI)               | 6× Platin                                                              | (600.000)   |
| Japan (RIAJ)                 | Platin                                                                 | 200.000     |
| Kanada (MC)                  | Platin                                                                 | 100.000     |
| Mexiko (AMPROFON)            | Gold                                                                   | 100.000     |
| Neuseeland (RMNZ)            | 3× Platin                                                              | 45.000      |
| Niederlande (NVPI)           | Platin                                                                 | (200.000)   |
| Norwegen (IFPI)              | Platin                                                                 | (50.000)    |
| Österreich (IFPI)            | 2× Platin                                                              | (100.000)   |
| Polen (ZPAV)                 | Platin · + Platin (Re-issue)                                           | 120.000     |
| Portugal (AFP)               | 2× Platin                                                              | (80.000)    |
| Schweiz (IFPI)               | 3× Platin                                                              | (150.000)   |
| Singapur (RIAS)              | Gold                                                                   | 7.500       |
| Spanien (Promusicae)         | 2× Platin                                                              | (200.000)   |
| Südafrika (RISA)             | Platin                                                                 | 50.000      |
| Südkorea (KMCA)              | Platin                                                                 | 30.000      |
| Tschechien (IFPI)            | 2× Platin                                                              | (100.000)   |
| Vereinigte Staaten (RIAA)    | Gold                                                                   | 500.000     |
| Vereinigtes Königreich (BPI) | 4× Platin                                                              | (1.200.000) |
| Insgesamt                    | 3× Gold · 49× Platin ·                                                 | 6.242.500   |

Hauptartikel: Queen (Band)/Auszeichnungen für Musikverkäufe